# 浅田和茂
浅田 和茂（あさだ かずしげ、1946年9月13日 - 2023年8月12日）は、日本の法学者。専門は刑法。学位は、博士（法学）（大阪市立大学・2000年）。北海道美唄市出身。大阪市立大学名誉教授。立命館大学衣笠総合研究機構特別研究フェロー。

## 人物
罪刑法定主義、責任主義などの刑法の基本原則を堅持しつつ、結果無価値論を徹底した犯罪論を展開する。最も重要な研究は主著『刑事責任能力の研究』における限定責任能力論に関する歴史的研究。刑事訴訟法の分野においても鑑定論、科学捜査論等について業績がある。著書の体系書『刑法総論』は学界からも高い評価を受けている。

## 略歴
＜主な出典：＞
- 1969年03月 - 京都大学法学部法律学科卒業
- 1971年
  - 03月 - 京都大学大学院法学研究科修士課程修了
  - 04月 - 関西大学法学部助手
- 1974年
  - 03月 - 関西大学大学院法学研究科博士課程単位取得退学
  - 04月 - 関西大学法学部専任講師
  - 07月 - ミュンヘン大学在外研究（1976年3月まで）
  - 10月 - ミュンヘン大学法学部入学
- 1976年03月 - ミュンヘン大学法学部退学
- 1977年04月 - 関西大学法学部助教授
- 1980年04月 - 大阪市立大学法学部助教授
- 1982年09月 - ミュンヘン大学在外研究（1984年8月まで）
- 1988年04月 - 大阪市立大学法学部教授
- 1989年04月 - ミュンヘン大学在外研究（1989年9月まで）
- 2000年12月 - 博士（法学）（大阪市立大学）の学位を取得
- 2001年08月 - ドイツ・ハンブルク大学在外研究（2001年9月まで）
- 2004年04月
  - 大阪市立大学大学院法学研究科法曹養成専攻教授
  - 大阪市立大学副学長（2006年3月まで）
- 2008年
  - 03月 - 大阪市立大学大学院法学研究科教授を退職[5]
  - 04月 - 立命館大学大学院法務研究科教授
- 2018年03月 - 立命館大学大学院法務研究科教授を退職[6]

## 主要著書
- 『刑事責任能力の研究』（成文堂、上1983年・下1999年）
- 『科学捜査と刑事鑑定』（有斐閣、1994年）
- 『レヴィジオン刑法1共犯論』（共著、成文堂、1997年)
- 『レヴィジオン刑法2未遂犯論・罪数論』（共著、成文堂、2002年）
- 『環境刑法概説』（成文堂、2003年）
- 『レヴィジオン刑法3構成要件・違法性・責任』（共著、成文堂、2009年）
- 『現代刑法入門第3版補訂』（共著、有斐閣、2014年）
- 『遠ざかる風景 私の刑事法研究』（成文堂、2016年）
- 『刑法総論（第3版）』（成文堂、2024年。第2版2019年、補正版2007年、初版2005年）
- 『刑法各論（第2版）』（成文堂、2024年。初版、2020年）